# Касета (Бреша)
Касета је насеље у Италији у округу Бреша, региону Ломбардија.
Према процени из 2011. у насељу је живело 4 становника. Насеље се налази на надморској висини од 145 м.